# Phalanta exulans
Phalanta exulans är en fjärilsart som beskrevs av Hopkins 1927. Phalanta exulans ingår i släktet Phalanta och familjen praktfjärilar. Inga underarter finns listade i Catalogue of Life.